# Brüder Triscornia
Die Brüder Paolo Andrea Triscornia (russisch Паоло Трискорни; * 1757 in Carrara; † 1833 in Rom) und Agostino Maria Triscornia (russisch Агостино Трискорни; * 4. Mai 1761 in Carrara; † 13. Februar 1824 in St. Petersburg) waren italienisch-russische Bildhauer.

## Leben
Paolo Triscornia arbeitete in Carrara und leitete die Accademia Carrara. 1793, zur Zeit Katharinas II., eröffnete er mit seinem Bruder in St. Petersburg ein Atelier. Bald kehrte er nach Carrara zurück, das sein Arbeitsschwerpunkt blieb, während Agostino in St. Petersburg weiter das Atelier betrieb und Aufträge an seinen Bruder vermittelte.
Auf Empfehlung der Prinzessin Elisa Bonaparte schuf Paolo Triscornia Büsten der Verwandten Napoleons, die sich derzeit im Schloss Malmaison und in den Schlössern in Versailles befinden. Triscornias Schaffen zeigte den Einfluss Antonio Canovas.
Agostino Triscornia arbeitete bei der Ausstattung der Michaelsburg, des Schlosses Gattschina, der Kaiserlichen öffentlichen Bibliothek und des Winterpalasts mit.
Ab 1818 arbeitete Paolo Triscornia in St. Petersburg bei der Ausschmückung des Taurischen Gartens hinter dem Taurischen Palais und des Michailowski-Palasts mit. In Triscornias Atelier begannen Boris Orlowski und Iwan Witali ihre Bildhauerkarrieren. Auf Wunsch russischer Auftraggeber fertigte Paolo Triscornia Kopien berühmter italienischer Skulpturen an, so die Dioskuren (1809) vor der Manege des Leibgarderegiments zu Pferde in St. Petersburg und die Löwen (1810) am Eingang des Lobanow-Rostowski-Hauses.
Paolo Triscornias Sohn Alessandro Triscornia (* 1797 in Carrara; † 20. Mai 1868 ebenda) übernahm nach dem Tod seines Onkels Agostino Triscornia 1824 das Atelier. Als 1832 die Söhne Agostino Triscornias Agostino und Paolo das Volljährigkeitsalter von 21 Jahren erreicht hatten, gründete Alessandro  Triscornia mit ihnen die Firma Triskorni i K, die bis in die 1870er Jahre existierte. Der letzte Besitzer war Awgustin Awgustinowitsch Triskorni. Die Grabsteine der Firma befinden sich auf vielen Friedhöfen St. Petersburgs.

## Werke (Auswahl)

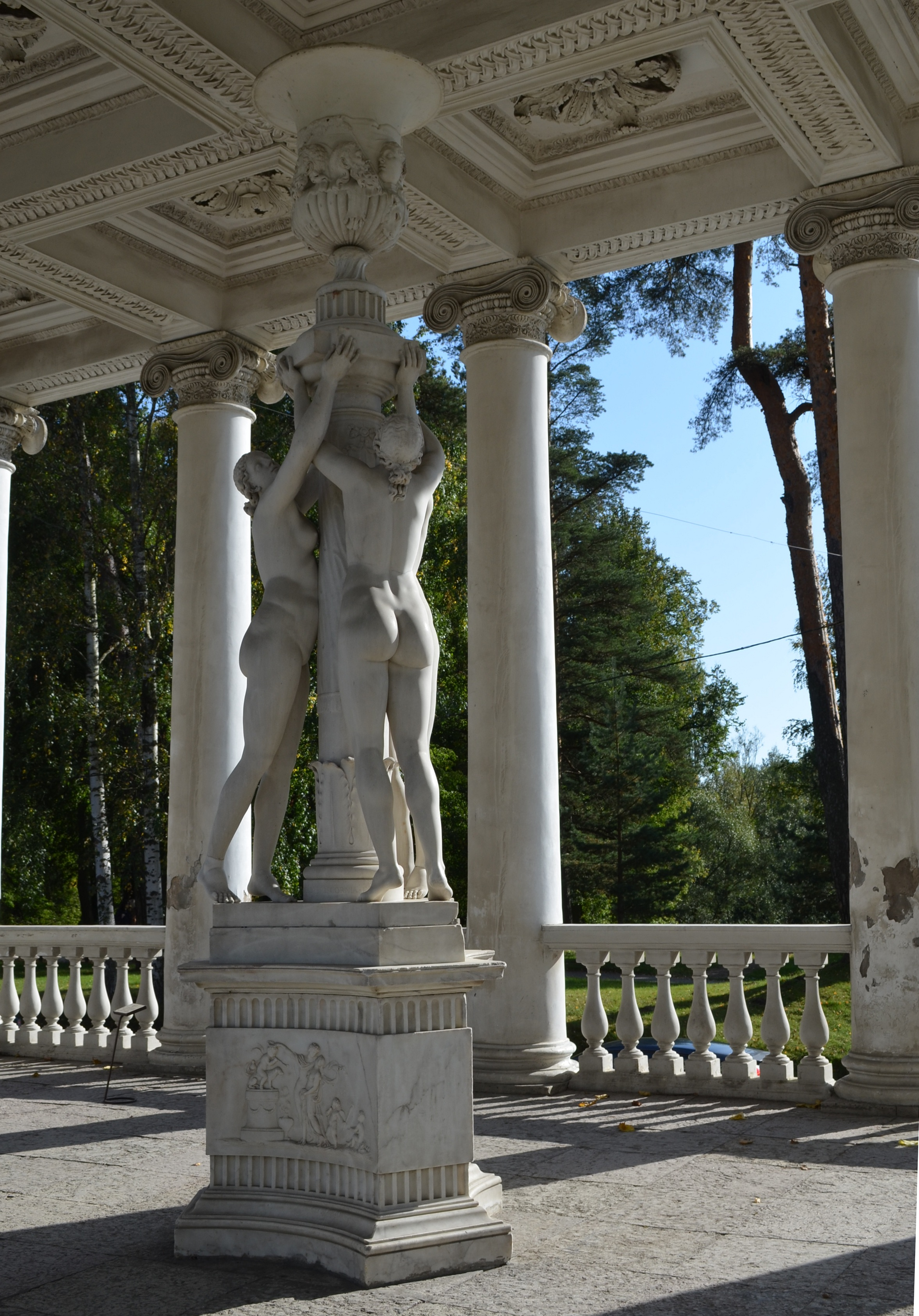
Die drei Grazien (1803, Paolo Triscornia mit P. P. Prokofjew), Pawlowsker Park
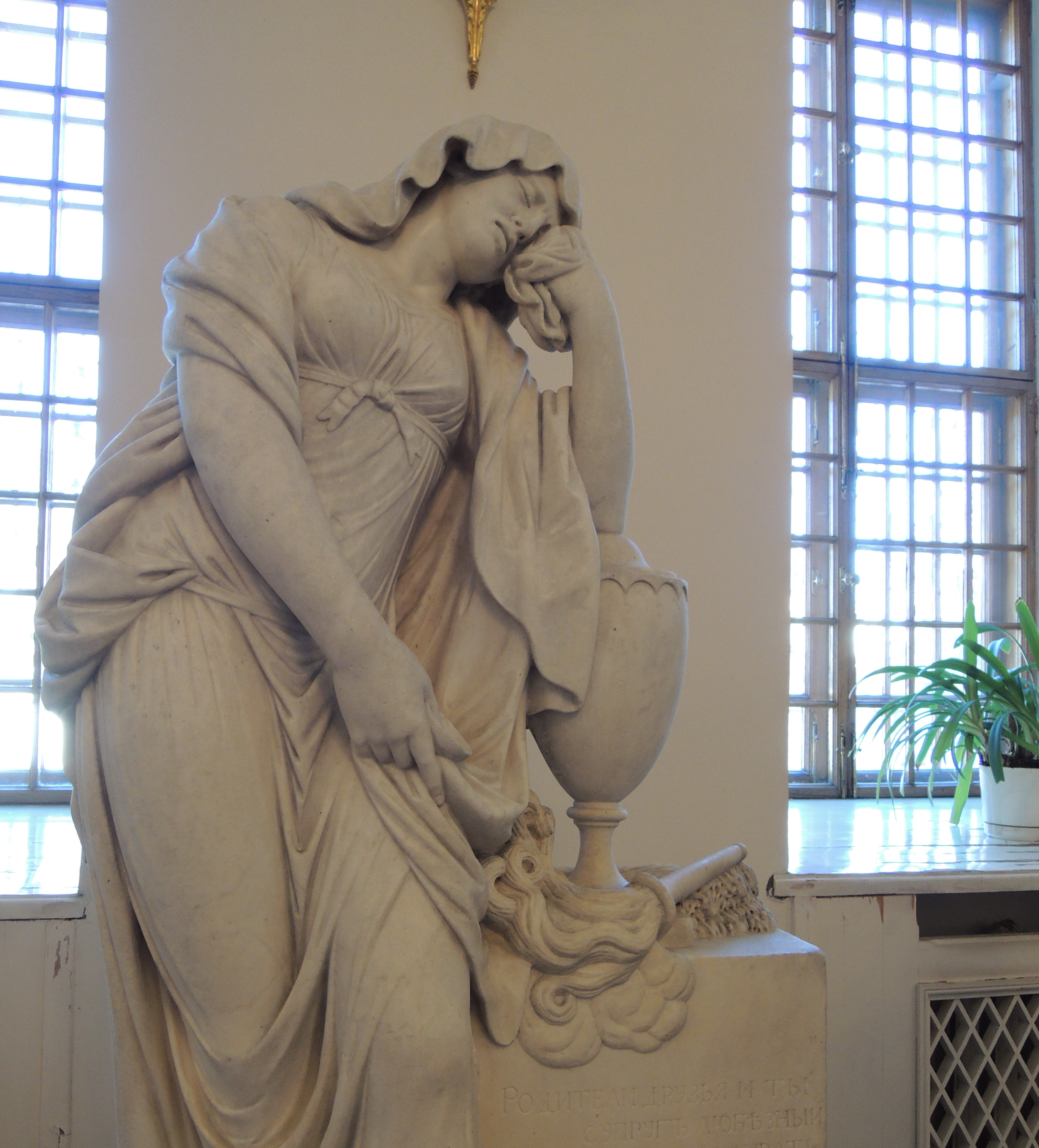
Marfa Saweljewna Tairowas Grabmal (1810, Agostino Triscornia), Mariä-Verkündigungs-Kirche, Alexander-Newski-Kloster
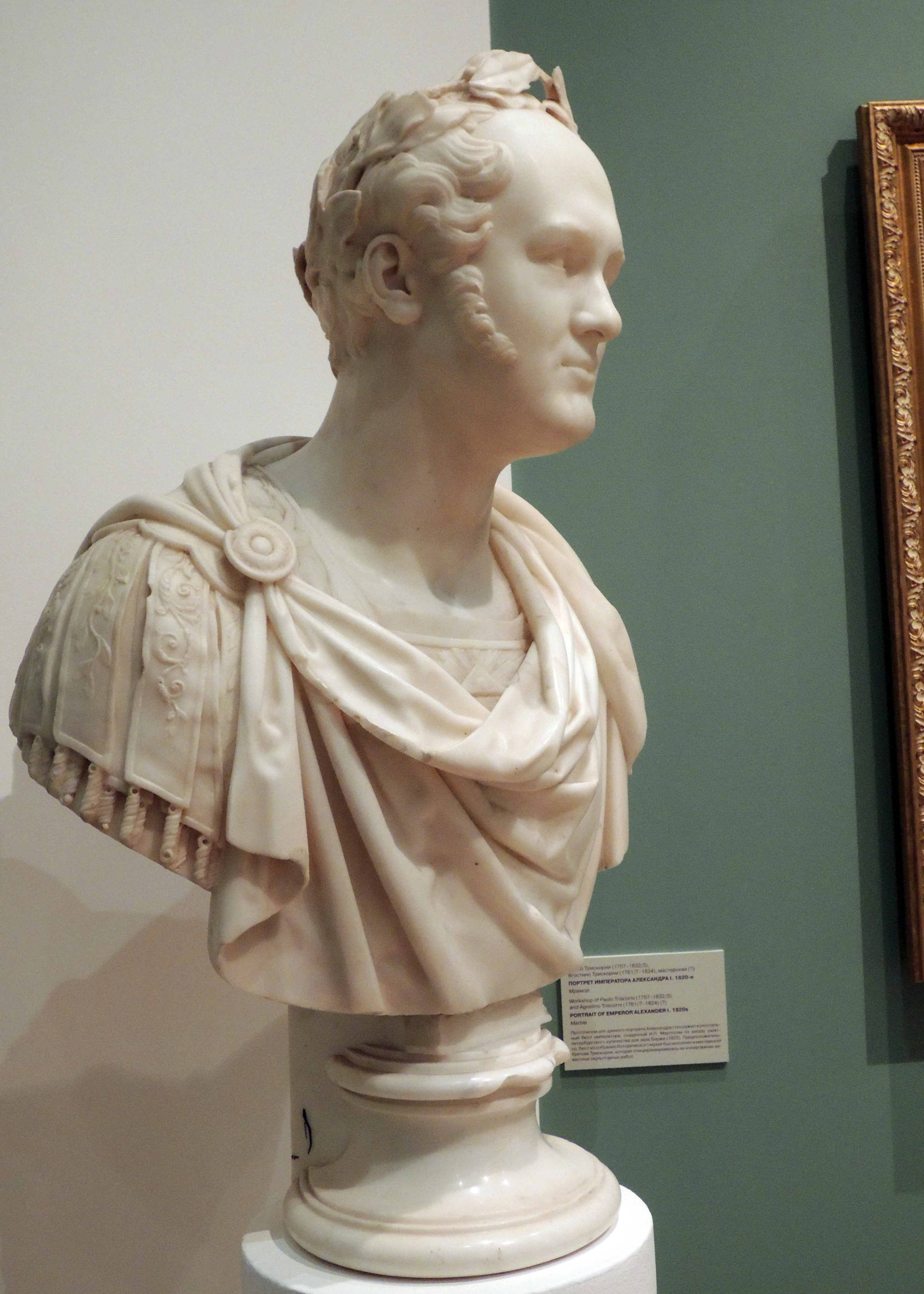
Alexander I. (1820er Jahre, Paolo und Agostino Triscornia), Staatliches Historisches Museum
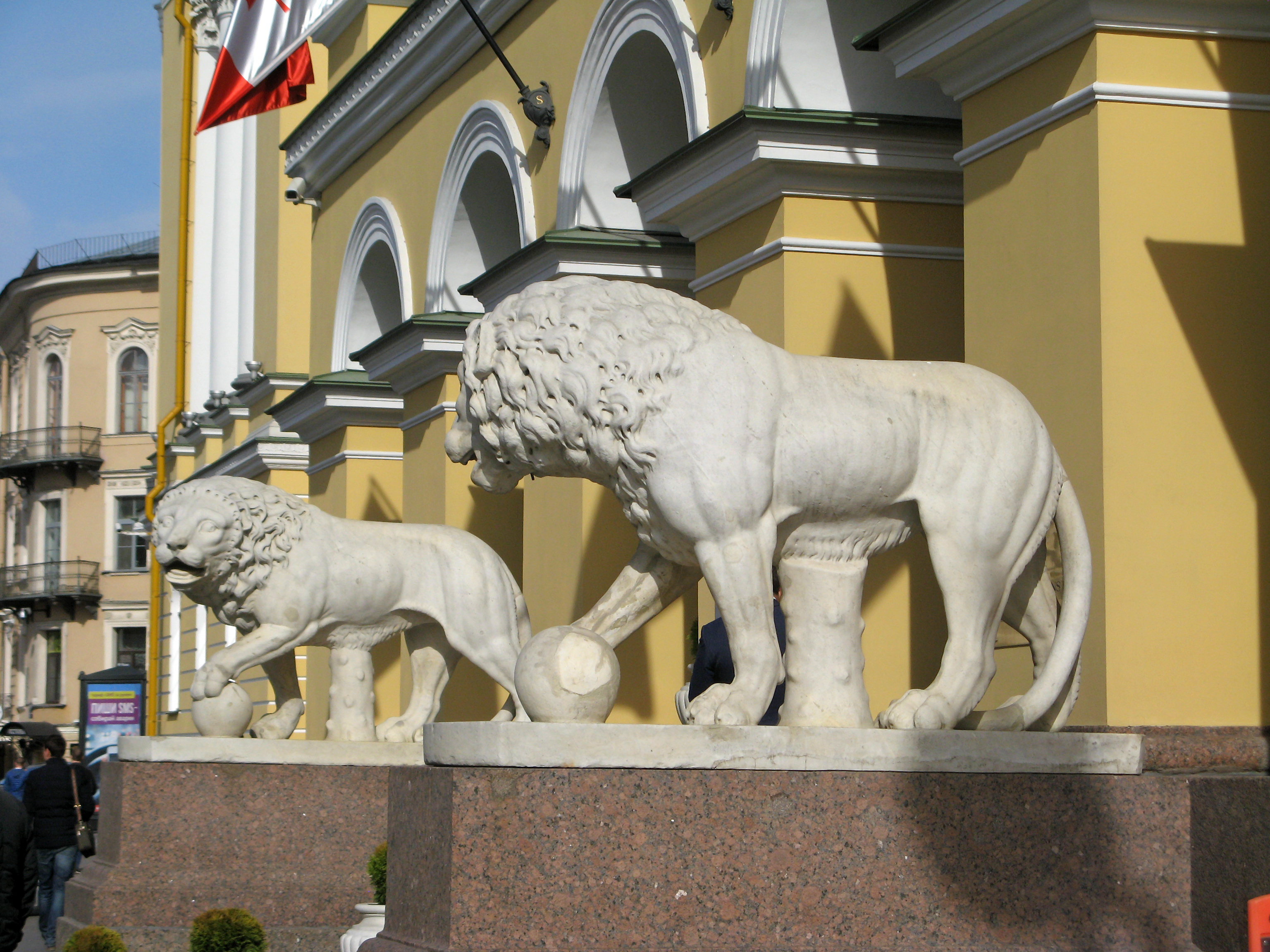
Löwen am Eingang des Lobanow-Rostowski-Hauses, Issaakijewewskaja Ploschtschad 2, St. Petersburg